# Commanderie de Larmont
La commanderie de Larmont est située dans la commune de Castéra (canton de Cadours, Haute-Garonne ; grand prieuré de Toulouse).
Cette commanderie templière fut réunie en 1313 à la chambre prieurale de Toulouse (apanage du grand prieur). Elle en fut détachée vers le milieu du XIVe siècle pour former une commanderie indépendante jusqu'en 1550, date à laquelle elle rentra de nouveau dans l'apanage du grand prieur. Vers la fin du XVIIIe siècle elle redevint commanderie.
Ses membres étaient Banville (ou Manville), L'Isle-Jourdain et Marestang.
Il n'y a pas de fonds propre à cette commanderie. Toutes ses archives sont intégrées au fonds de la commanderie de Toulouse coté H Malte Toulouse. Il convient donc de consulter les inventaires de cette dernière : H MALTEINV 128 TER et 128 D.
Un inventaire existe cependant, rédigé au XVIe siècle, relatif aux titres de Larmont et de Banville : voir H MALTEINV 84 (l'absence de table de concordance ne permet pas d'utiliser cet inventaire pour accéder aux cotes actuelles des documents).